# Szczurekia petrae
Szczurekia petrae is een hooiwagen uit de familie Cosmetidae.